# CeeLo Green
Thomas DeCarlo Callaway (30. maj 1975), bedre kendt som Cee-Lo Green eller Cee Lo Green, er en rapper og soulsanger fra USA.
Cee-Lo er medlem af grupperne Gnarls Barkley og Goodie Mob. Han hittede i 2010 med hitsinglen "Fuck You".

## Diskografi

### Albums
- Cee-Lo Green and His Perfect Imperfections (2002)
- Cee-Lo Green is the soul machine (2004)
- The Lady Killer (2010)

### Singler
- "I'll Be Around" (2004)
- "The One" (2004)
- "Fuck You!" (også kendt som: "Forget You" og "FU") (2010)
- "Old Fashioned" (2010)
- "Bright Lights, Bigger city" (2011)